# Elisabeth von Hessen-Kassel (1861–1955)

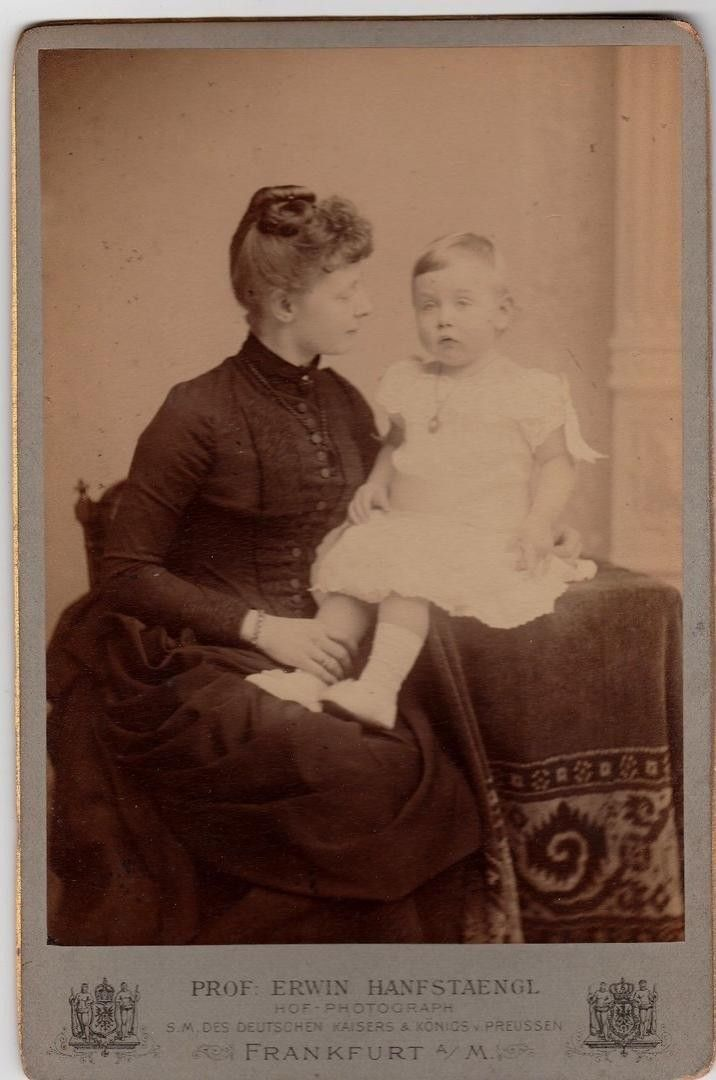
Erbprinzessin Elisabeth von Anhalt geb. Prinzessin von Hessen-Kassel mit ihrer Tochter Antoinette

Elisabeth Alexandra Marie Charlotte Louise von Hessen (* 13. Juni 1861 in Kopenhagen; † 7. Januar 1955 in Dessau) war eine gebürtige Prinzessin von Hessen-Kassel und wurde durch ihre Ehe mit Erbprinz Leopold von Anhalt Erbprinzessin von Anhalt.

## Leben
Elisabeth wurde in Kopenhagen als Tochter des Fürsten Friedrich Wilhelm von Hessen-Kassel aus dessen Ehe mit Prinzessin Anna von Preußen, einer Enkelin von König Friedrich Wilhelm III. von Preußen, geboren. Sie war das zweite Kind und die älteste Tochter des Paares.
Ihre Geschwister waren
- Friedrich Wilhelm (1854–1888)
- Alexander Friedrich (1863–1945)
- Friedrich Karl (1868–1940), 1918 gewählter König von Finnland
- Sibylle Margarethe (1877–1953), ⚭ 1898 Friedrich Freiherr von Vincke

Elisabeth wurde als mögliche Braut des Duke Leopold von Albany, dem vierten Sohn von Königin Victoria, angesehen. Es hieß, dass er Elisabeth aufgrund ihres guten Rufes unbedingt treffen wollte. Als sich beide im November 1879 begegneten, wurden jedoch keine Heiratspläne gemacht.
Stattdessen verlobte sich Elisabeth im Dezember 1883 mit Erbprinz Leopold von Anhalt. Er war der Sohn von Herzog Friedrich I. von Anhalt und Prinzessin Antoinette von Sachsen-Altenburg. Am 26. Mai 1884 heiratete das Paar in einer aufwendigen Zeremonie auf Schloss Philippsruhe bei Hanau. Zu diesem Anlass wurde eine Gedenkmedaille verliehen, wie es bei königlichen Ehen im Herzogtum Anhalt üblich war.
Leopold und Elisabeth hatten ein Kind:
- Antoinette (* 3. März 1885 auf Schloss Georgium bei Dessau; † 3. April 1963 in Dessau), die am 26. Mai 1909 Fürst Friedrich zu Schaumburg-Lippe heiratet.

Nach der Geburt der Tochter erkrankte ihr Mann Leopold an einem Lungenleiden. Während des längeren Kuraufenthalts in Italien und Frankreich verstarb er am 2. Februar 1886 in Cannes. Elisabeth bezog als Witwe Schloss Georgium im weitläufigen Landschaftsgarten nordwestlich von Dessau und erlebte dort die politischen Umbrüche des Ersten und Zweiten Weltkrieges. 1945 wurde das Schloss Volkseigentum, danach Sitz der sowjetischen Kommandantur. Elisabeth wohnte in ihren letzten Lebensjahren in einer Villa außerhalb der Parkanlage. Sie wurde in Dessau beigesetzt.